# Троїцьке (Долгоруковський район)
Троїцьке (рос. Троицкое) — присілок у Долгоруковському районі Липецької області Російської Федерації.
Населення становить 28 осіб. Належить до муніципального утворення Свишенська сільрада.

## Історія
З 13 червня 1934 до 6 січня 1954 року у складі Воронезької області. Відтак входить до складу Липецької області.
Згідно із законом від 2 липня 2004 року №114-оз органом місцевого самоврядування є Свишенська сільрада.

## Населення
| 2010 |
| ---- |
| 28   |